# St. Bernhardus (Schwäbisch Gmünd)

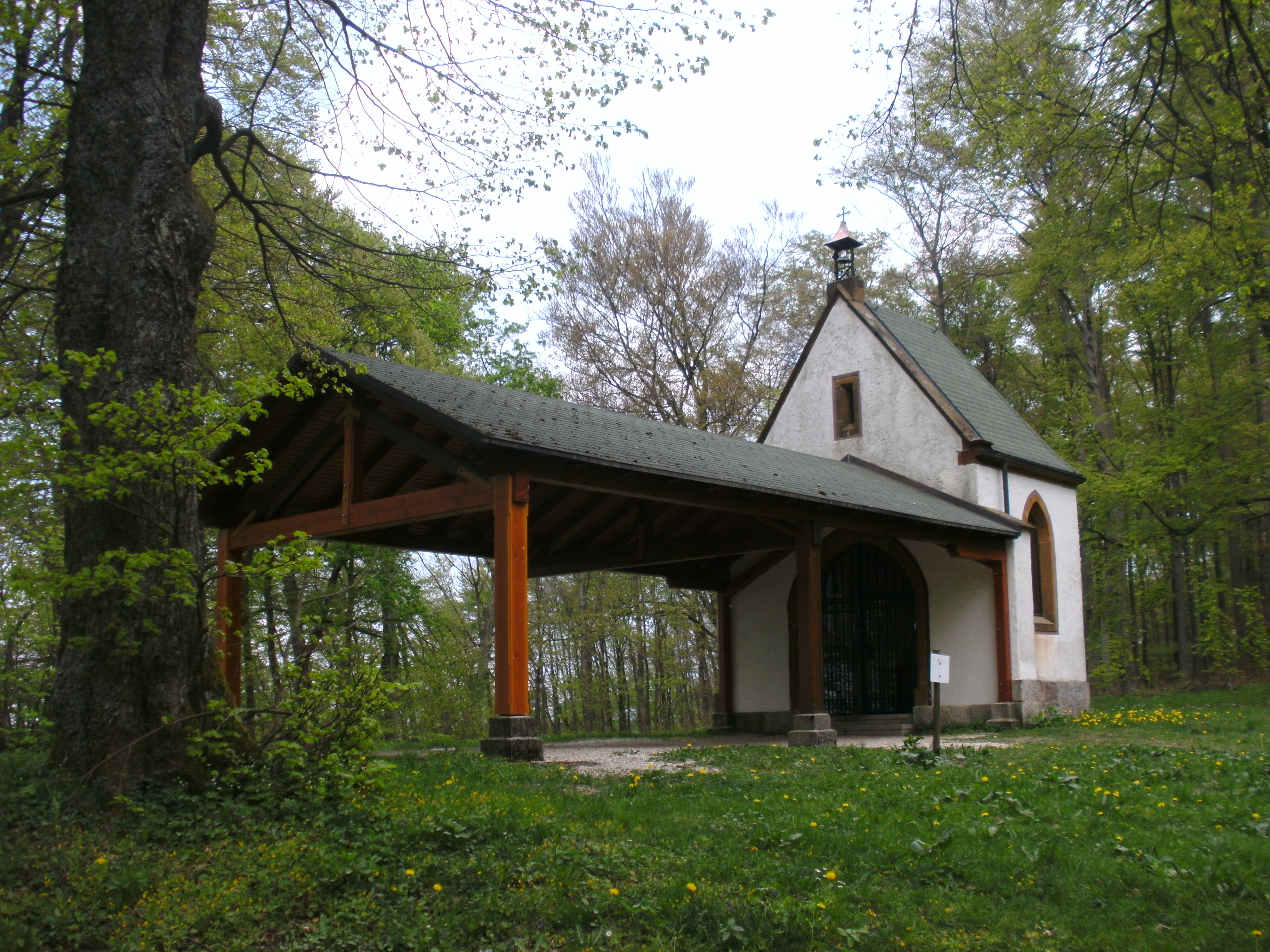
St. Bernhardus

Die Wallfahrtskapelle St. Bernhardus ist eine 1880 auf 774 m Höhe errichtete Kapelle auf dem gleichnamigen Berg (auch „Spitzkopf“ genannt) bei Weiler in den Bergen, einem Stadtteil von Schwäbisch Gmünd. Die Kapelle, an deren Stelle bis 1809 eine barocke Wallfahrtskirche stand, liegt auf der Gemarkung Lauterstein.

## Geschichte
Der Legende nach sollen sich an der Statue des Heiligen Bernhard von Clairvaux, in einer Kapelle auf dem Berg, wundersame Heilungen ereignet haben, weshalb ab 1728 sich eine Wallfahrtstätigkeit einstellte und 1730 mit dem Bau einer großen Wallfahrtskirche nach Plänen von Johann Baptist Gunetzrhainer durch Christian Wiedenmann aus Elchingen begonnen wurde.
Nach der Fertigstellung 1733 entwickelte sich die Kirche zu einem beliebten Pilgerort der Region. Anstelle der ersten Kapelle wurde 1739 ein Standbild vom Heiligen Nepomuk errichtet.
1806 konnte der Patronatsherr, Maximilian Emanuel von Rechberg, die von ihm 1774 nach der großen Hungersnot von 1770 bis 1772 gestiftete Pfarrei auf dem Hohenrechberg und ihren Pfarrer finanziell nicht mehr ausreichend versorgen. Deshalb wurde beim Bistum Konstanz der Antrag auf Verlegung der Bernhardus-Wallfahrt mit dem Hinweis auf unkontrollierbare Vorgänge bei der abgelegenen Wallfahrtskirche gestellt. Die Transferierung wurde durch das Bistum genehmigt. Nach Protesten in der Bevölkerung wurde die Wallfahrt dennoch auf den Rechberg verlegt. Anschließend wurden das gesamte Kirchenmobiliar versteigert und 1809 die Kirche samt mehreren benachbarten Häusern – einem Gasthaus und zwei Wohnhäusern – nach und nach abgetragen.
Im Jahr 1880 stiftete Graf Otto von Rechberg und Rothenlöwen eine neue Wallfahrtskapelle, welche an der Stelle erbaut wurde, an der sich der Hochaltar der ehemaligen Wallfahrtskirche befand. Er erhoffte sich durch die Stiftung die Geburt eines männlichen Erben, nachdem er bis dahin mit sechs Töchtern gesegnet war. In den Jahren 1885 bis 1892 wurden dem Grafen dann drei Söhne geboren, was zu einer Wiederbelebung der Bernharduswallfahrt führte.
Seit einigen Jahren findet nun die Bernharduswallfahrt wieder jährlich statt; so fand 2014 die Wallfahrt zum 285. Mal statt. Unter dem Gmünder Heimatforscher und Pfarrer Josef Seehofer konnten weitere Reliquien für die neue Wallfahrt gewonnen werden, die in Weißenstein aufbewahrt werden.
Eine stilisierte Abbildung der 1809 abgebrochenen Wallfahrtskirche dient dem 2003 eingerichteten Wanderweg Glaubenswege als Logo.

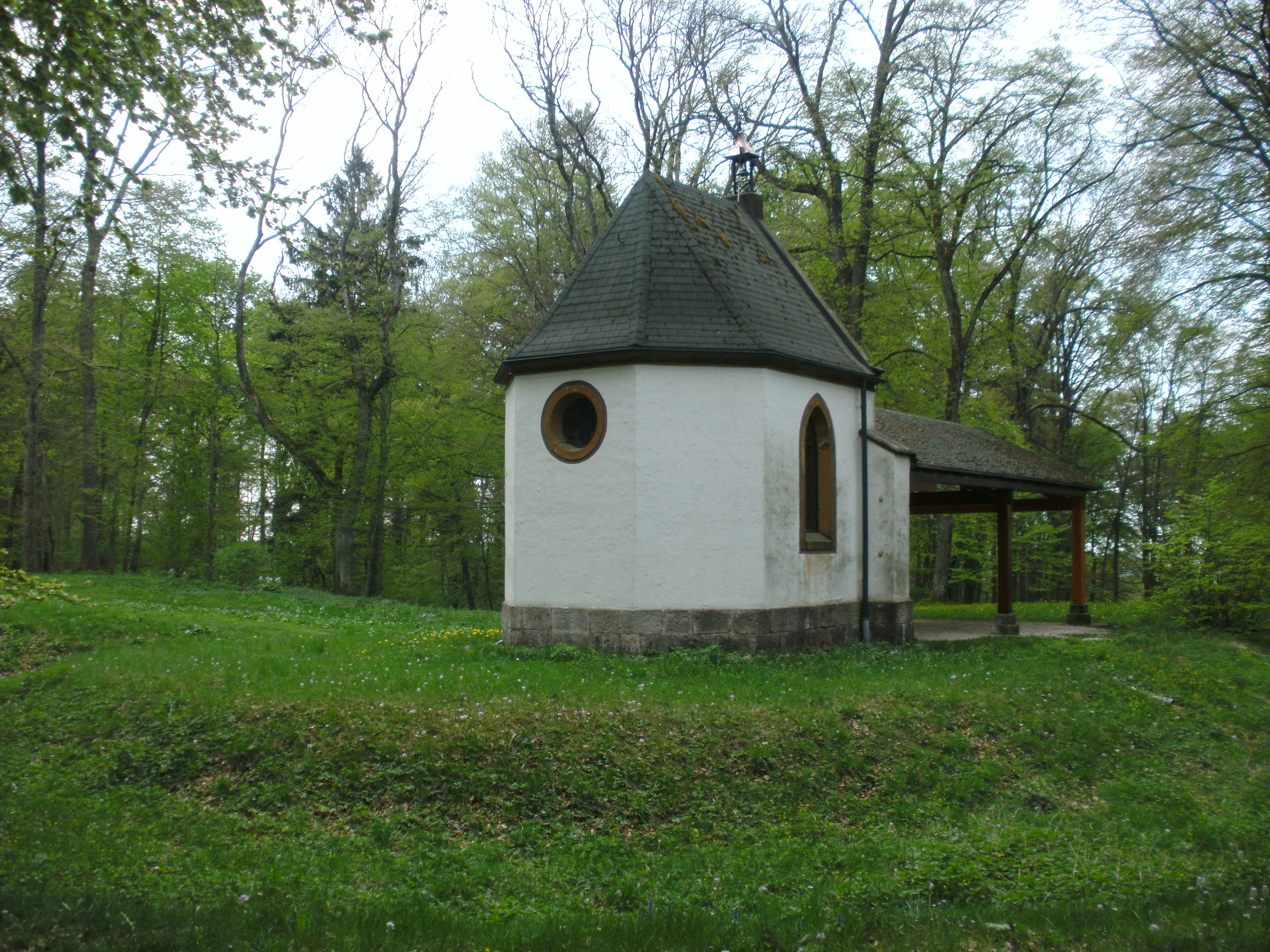
Ansicht von Osten
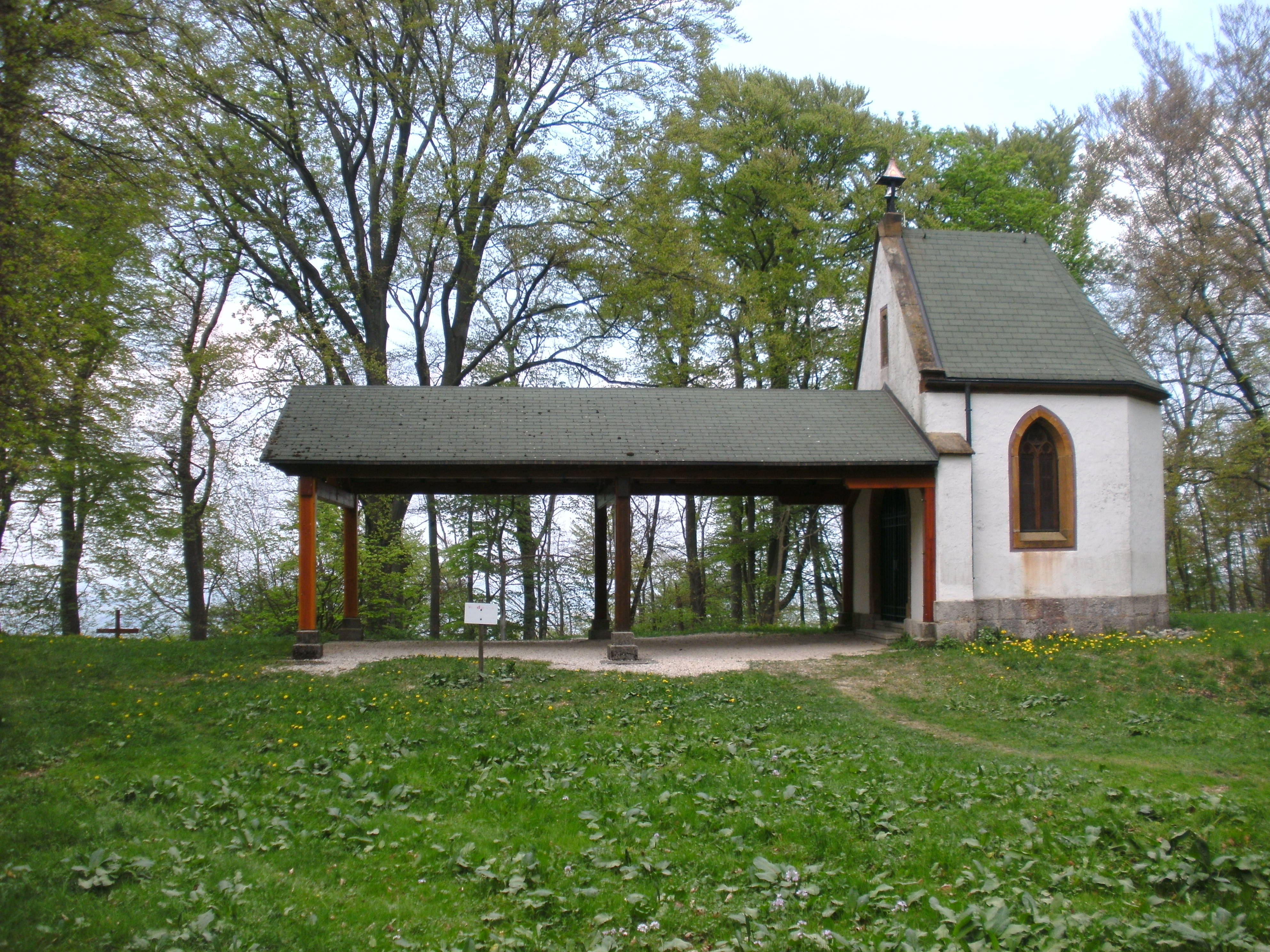
Ansicht von Süden
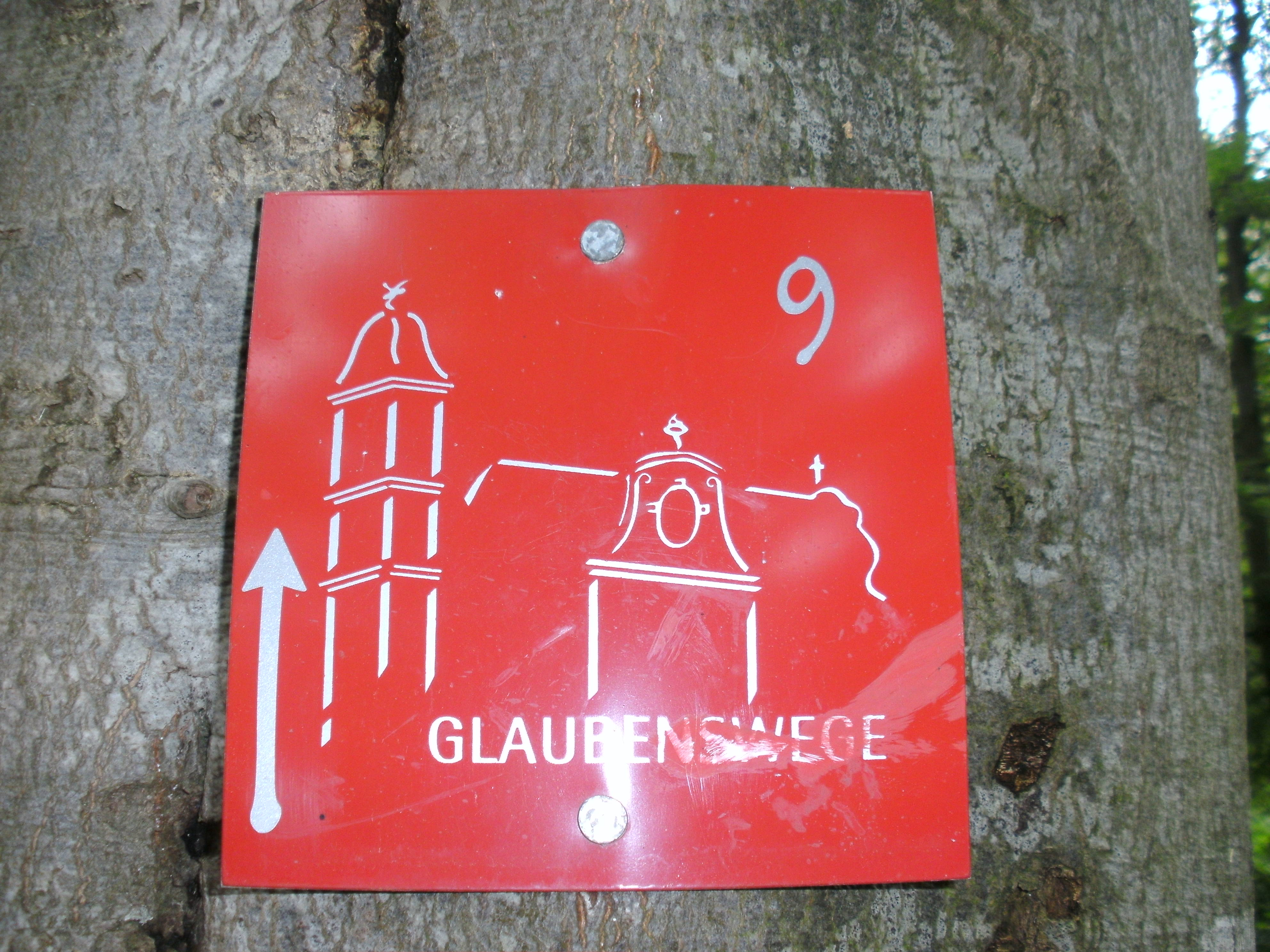
Darstellung der 1809 abgebrochenen Wallfahrtskirche als Logo der „Glaubenswege“